# 愛氏埃塞蛇鰻
愛氏埃塞蛇鰻，為輻鰭魚綱鰻鱺目糯鰻亞目蛇鰻科的其中一種，分布於東大西洋的塞內加爾海域，體長可達42.4公分，棲息於底層海域，屬肉食性，生活習性不明。

## 擴展閱讀
維基物種上的相關：愛氏埃塞蛇鰻